# Claude Haagen
Claude Haagen (ur. 18 maja 1962 w Luksemburgu) – luksemburski polityk i samorządowiec, parlamentarzysta, od 2014 do 2019 przewodniczący Luksemburskiej Socjalistycznej Partii Robotniczej (LSAP), w latach 2022–2023 minister.

## Życiorys
Z zawodu nauczyciel ekonomii i nauk społecznych, pracował w szkole Lycée technique d'Ettelbruck. W 1993 został członkiem Luksemburskiej Socjalistycznej Partii Robotniczej. Był radnym miasta Diekirch, zaś w latach 1997–2001 wchodził w skład zarządu tej miejscowości. Od 2001 do 2005 sprawował urząd burmistrza, ponownie objął go w 2011. W 2012 został prezesem związku komunalnego SIDEC koordynującego gospodarkę odpadami.
W 2009 po raz pierwszy uzyskał mandat posła do luksemburskiego parlamentu. Z powodzeniem ubiegał się o reelekcję w wyborach w 2013. Mandat utrzymał w 2018 po skompletowaniu składu rządu. Do Izby Deputowanych został także wybrany w wyborach w 2023.
W 2014 powołany na przewodniczącego LSAP, pełnił tę funkcję do stycznia 2019. W styczniu 2022 dołączył do rządu Xaviera Bettela, obejmując stanowiska ministra rolnictwa, winogrodnictwa i rozwoju obszarów wiejskich oraz ministra ochrony socjalnej. Urzędy te sprawował do listopada 2023.